# Route 309 (Québec)
Pour les articles homonymes, voir Route 309.
La route 309 (R-309) est une route régionale québécoise d'orientation nord / sud située sur la rive nord du fleuve Saint-Laurent. Elle dessert les régions administratives de l'Outaouais et des Laurentides.

## Tracé
La route 309 commence à la hauteur de la sortie 174 de l'A-50, au nord de Buckingham dans la municipalité de L'Ange-Gardien. Elle progresse vers le nord le long de la rivière du Lièvre. Elle constitue aussi une voie d'accès à la Réserve faunique de Papineau-Labelle. Plusieurs routes en gravier s'y rattachent, menant vers des chalets ou des résidences permanentes. La route 309 elle-même était en gravier jusqu'au début des années 1980, de Val-des-Bois à Mont-Laurier. Sur sa route, elle croise peu de villages et d'autres routes provinciales.

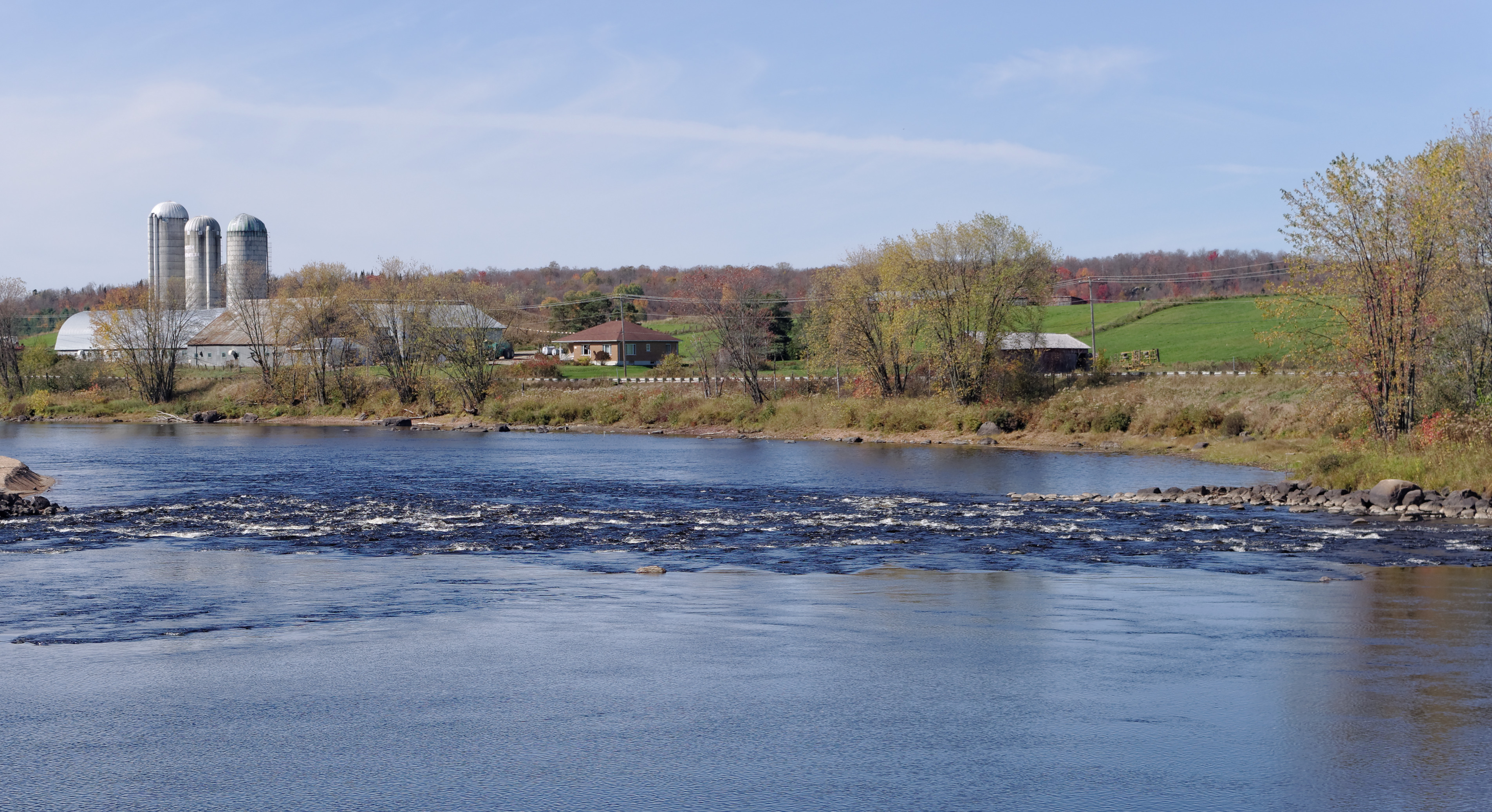
Le tracé de la route 309 suit celui de la rivière du Lièvre.
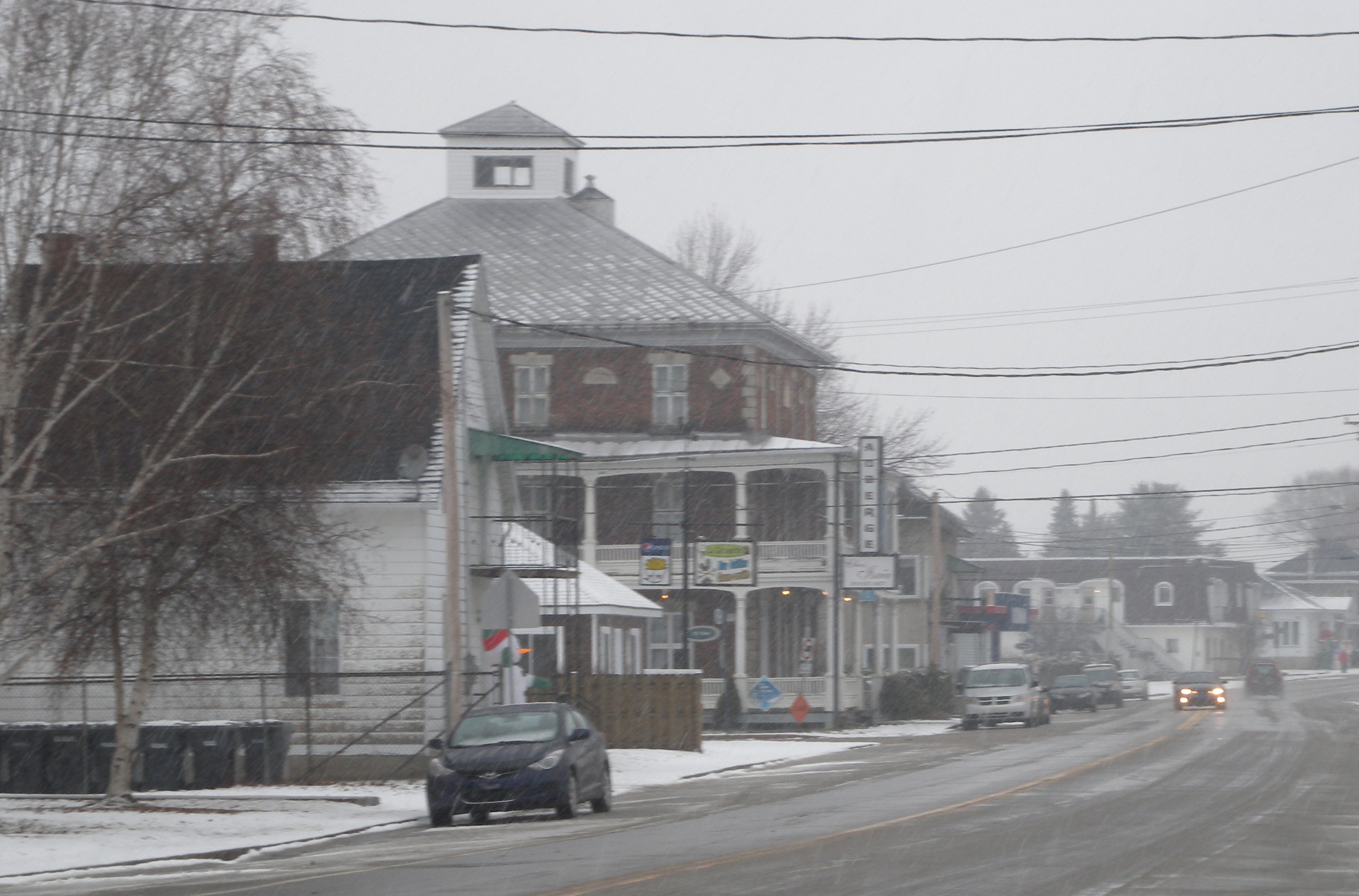
La route 309 à Ferme-Neuve.

### Modifications au tracé
À la suite de la construction d'un nouveau segment de l'A-50, l'itinéraire de la route 309 a été raccourci depuis la route 148, à Masson-Angers, jusqu'à l'autoroute.

## Localités traversées (du sud au nord)
Liste des municipalités dont le territoire est traversé par la route 309, regroupées par municipalité régionale de comté.

### Outaouais
Les Collines-de-l'Outaouais
- L'Ange-Gardien
- Notre-Dame-de-la-Salette

Papineau
- Val-des-Bois

### Laurentides
Antoine-Labelle
- Notre-Dame-du-Laus
- Notre-Dame-de-Pontmain
- Saint-Aimé-du-Lac-des-Îles
- Mont-Laurier
- Ferme-Neuve
- Mont-Saint-Michel
- Sainte-Anne-du-Lac

## Intersections majeures
| MRC                         | Municipalité           | km     | Destinations                      | Notes                                                                |
| --------------------------- | ---------------------- | ------ | --------------------------------- | -------------------------------------------------------------------- |
| Les Collines-de-l'Outaouais | L'Ange-Gardien         | 0,00   | A-50 – Gatineau, Montréal         | Sortie 174 de l'A-50                                                 |
| Les Collines-de-l'Outaouais | L'Ange-Gardien         | 0,60   | R-315 – Mayo                      | Carrefour giratoire                                                  |
| Papineau                    | Val-des-Bois           | 46,70  | R-307 sud – Bowman                | Terminus nord de la R-307                                            |
| Antoine-Labelle             | Notre-Dame-de-Pontmain | 103,60 | R-311 nord – Lac-du-Cerf, Kiamika | Terminus sud de la R-311; Kiamika indiqué en direction nord selement |
| Antoine-Labelle             | Mont-Laurier           | 136,10 | R-117 – Val-d'Or, Mont-Tremblant  |                                                                      |
| Antoine-Labelle             | Mont-Saint-Michel      | 170,70 | R-311 sud – Lac-des-Écorces       | Terminus nord de la R-311                                            |
| Antoine-Labelle             | Mont-Saint-Michel      | 174,70 | Chemin de Parent – Parent         |                                                                      |
| Antoine-Labelle             | Sainte-Anne-du-Lac     | 184,70 | Rue du Lac                        |                                                                      |
|                             |                        |        |                                   |                                                                      |